# Никола Наумов (кмет)
 Тази статия е за политика от Република Македония.  За българския революционер вижте Никола Наумов.  
Никола Наумов (на македонска литературна норма: Никола Наумов) е лекар и политик от Република Македония, кмет на Охрид и основоположник на хирургията в града.

## Биография
Роден е в 1942 година в град Охрид, тогава анексиран от Царство България. Завършва медицина и става хирург. Доктор Наумов е дайен на хирургията в Охрид и Република Македония. Дълги години е началник на хирургическото отделение в Охридската болница, като също така е сред основоположниците на отделението. Влиза в политиката и е член на ВМРО-ДПМНЕ. В периода 2000 - 2005 година е кмет на Охрид.
Умира на 23 април 2011 година в Охрид след тежко и кратко боледуване.